# Ramcock
Ramcock, selo Rancocas Indijanaca, manje skupine Unami Delawaraca. U 17. stoljeću nalazilo se na Rancocas Creeku u New Jerseyu. Pod imenom Ramcock spominje ga Evelin (c. 1648). Ostali nazivi pod kojima se spominje u literaturu su Rancokeskill i Rankokus.